# Дистрибутивност
Дистрибутивност је алгебарска особина понашања оператора сабирања и множења над алгебарском структуром {\displaystyle (K,\oplus ,\cdot )}. Конкретно када се производ два елемента скупа K може представити ако збир производа једног од њих са још два елемента који у збиру дају другог, каже се да закон дистрибуције важи за дату алгебарску структуру. Множење може бити лево и десно те отуда два различита услова:
{\displaystyle a\cdot (b\oplus c)=a\cdot b\oplus a\cdot c} (дистрибутивност слева)
{\displaystyle (b\oplus c)\cdot a=b\cdot a\oplus c\cdot a} (дистрибутивност здесна)
Ако су задовољени само први или само други услов, каже се да се „лево односно десно множење лепо понаша према сабирању“. Уколико су оба испуњена, каже се да се „операција множења лепо понаша према сабирању“ тј. да је дистрибутивна.

## Дефиниција
За дати скуп {\displaystyle S} и два бинарна оператора {\displaystyle \,*\,} и {\displaystyle \,+\,} on {\displaystyle S,}
операција {\displaystyle \,*\,} је лево дистрибутивна преко (или у односу на) {\displaystyle \,+\,} ако је дат било који елемент {\displaystyle x,y,{\text{ и }}z} из {\displaystyle S,}
{\displaystyle x*(y+z)=(x*y)+(x*z),}
операција {\displaystyle \,*\,} је десно дистрибутивна преко {\displaystyle \,+\,} ако је дат било који елемент {\displaystyle x,y,{\text{ и }}z} из {\displaystyle S,}
{\displaystyle (y+z)*x=(y*x)+(z*x),}
и операција {\displaystyle \,*\,} је дистрибутивна преко {\displaystyle \,+\,} ако је лево- и десно-дистрибутивна.
Када је {\displaystyle \,*\,} комутативно, три горња услова су логички еквивалентна.

## Значење
Оператори који се користе за примере у овом одељку су они уобичајеног сабирања {\displaystyle \,+\,} и множења {\displaystyle \,\cdot .\,}
Ако операција означена са {\displaystyle \cdot } није комутативна, постоји разлика између леве дистрибутивности и десне дистрибутивности:
{\displaystyle a\cdot \left(b\pm c\right)=a\cdot b\pm a\cdot c\qquad {\text{ (лева-дистрибутивност) }}}
{\displaystyle (a\pm b)\cdot c=a\cdot c\pm b\cdot c\qquad {\text{ (десна-дистрибутивност) }}.}
У оба случаја, дистрибутивно својство се може речима описати као:
Да би се збир (или разлика) помножио са фактором, сваки сабирак (или умањеник и умањилац) се множи са овим фактором и добијени производи се додају (или одузимају).
Ако је операција ван заграда (у овом случају множење) комутативна, онда лева дистрибутивност имплицира десну дистрибутивност и обрнуто, и говори се једноставно о дистрибутивности.
Један пример операције која је „само“ десно-дистрибутивна је дељење, које није комутативно:
{\displaystyle (a\pm b)\div c=a\div c\pm b\div c.}
У овом случају, лева дистрибуција се не примењује:
{\displaystyle a\div (b\pm c)\neq a\div b\pm a\div c}
Дистрибутивни закони су међу аксиомима за прстенове (попут прстена целих бројева) и поља (попут поља рационалних бројева). Овде је множење дистрибутивно над сабирањем, али сабирање није дистрибутивно над множењем. Примери структура са две операције при чему је свака дистрибутивна над другом су Булове алгебре као што је алгебра скупова или алгебра преклапања.

## Примери

### Реални бројеви
У следећим примерима је илустрована употреба дистрибутивног закона на скупу реалних бројева {\displaystyle \mathbb {R} }. Када се множење помиње у елементарној математици, обично се мисли на ову врсту множења. Са тачке гледишта алгебре, реални бројеви чине поље, које обезбеђује валидност дистрибутивног закона.

Први пример (умно и писмено множење)Током менталне аритметике, дистрибутивност се често користи несвесно:
{\displaystyle 6\cdot 16=6\cdot (10+6)=6\cdot 10+6\cdot 6=60+36=96}

Дакле, да би се ментално израчунало {\displaystyle 6\cdot 16}, прво се помножи {\displaystyle 6\cdot 10} и {\displaystyle 6\cdot 6} и додају се интермедијарни резултати. Писано множење се такође заснива на дистрибутивном закону.
Други пример (са променљивама)
{\displaystyle 3a^{2}b\cdot (4a-5b)=3a^{2}b\cdot 4a-3a^{2}b\cdot 5b=12a^{3}b-15a^{2}b^{2}}

Трећи пример (са два збира)
{\displaystyle {\begin{aligned}(a+b)\cdot (a-b)&=a\cdot (a-b)+b\cdot (a-b)=a^{2}-ab+ba-b^{2}=a^{2}-b^{2}\\&=(a+b)\cdot a-(a+b)\cdot b=a^{2}+ba-ab-b^{2}=a^{2}-b^{2}\\\end{aligned}}}

Овде је дистрибутивни закон примењен два пута, и није битно која се заграда прва помножи.

Четврти примерОвде се дистрибутивни закон примењује обрнуто у односу на претходне примере. Размотрите
{\displaystyle 12a^{3}b^{2}-30a^{4}bc+18a^{2}b^{3}c^{2}\,.}
Пошто се фактор {\displaystyle 6a^{2}b} јавља у свим сабирцима, може се раздвојити. То јест, због дистрибутивног закона се добија
{\displaystyle 12a^{3}b^{2}-30a^{4}bc+18a^{2}b^{3}c^{2}=6a^{2}b\left(2ab-5a^{2}c+3b^{2}c^{2}\right).}

### Матрице
За матрично множење важи дистрибутивни закон. Прецизније,
{\displaystyle (A+B)\cdot C=A\cdot C+B\cdot C}
за све {\displaystyle l\times m} матрице {\displaystyle A,B} и {\displaystyle m\times n} матрице {\displaystyle C,} као и
{\displaystyle A\cdot (B+C)=A\cdot B+A\cdot C}
за све {\displaystyle l\times m} матрице {\displaystyle A} и {\displaystyle m\times n} матрице {\displaystyle B,C.} Пошто комутативно својство не важи за множење матрице, други закон не следи из првог закона. У овом случају, то су два различита закона.

### Други примери
- За разлику од тога, множење редних бројева је само лево-дистрибутивно, а не десно.
- Векторски производ је лево- и десно-дистрибутиван над сабирањем вектора, иако није комутативно.
- Унија скупова је дистрибутивна над пресеком, а пресек је дистрибутивна над унијом.
- Логичка дисјункција („или“) је дистрибутивна у односу на логичку конјункцију („и“), и обрнуто.
- За реалне бројеве (и за било који потпуно уређен скуп), максимална операција је дистрибутивна у односу на минималну операцију, и обрнуто: {\displaystyle \max(a,\min(b,c))=\min(\max(a,b),\max(a,c))\quad {\text{ and }}\quad \min(a,\max(b,c))=\max(\min(a,b),\min(a,c)).}
- За целе бројеве, највећи заједнички делилац је дистрибутивни преко најмањег заједничког садржаоца, и обрнуто: {\displaystyle \gcd(a,\operatorname {lcm} (b,c))=\operatorname {lcm} (\gcd(a,b),\gcd(a,c))\quad {\text{ and }}\quad \operatorname {lcm} (a,\gcd(b,c))=\gcd(\operatorname {lcm} (a,b),\operatorname {lcm} (a,c)).}
- За реалне бројеве, сабирање се дистрибуира на максималну операцију, а такође и на минималну операцију: {\displaystyle a+\max(b,c)=\max(a+b,a+c)\quad {\text{ and }}\quad a+\min(b,c)=\min(a+b,a+c).}
- За биномно множење, дистрибуција се понекад назива FOIL методом[5] (први појмови {\displaystyle ac,} спољашњи {\displaystyle ad,} унутрашњи {\displaystyle bc,} и последњи {\displaystyle bd}), као што су: {\displaystyle (a+b)\cdot (c+d)=ac+ad+bc+bd.}
- У свим полупрстеновима, укључујући комплексне бројеве, кватернионе, полиноме и матрице, множење се дистрибуира преко сабирања: {\displaystyle u(v+w)=uv+uw,(u+v)w=uw+vw.}
- У свим алгебрама над пољем, укључујући октонионе и друге неасоцијативне алгебре, множење се дистрибуира преко сабирања.[6][7]

## Пропозициона логика

### Правило замене
У стандардној истинито-функционалној пропозиционалној логици, дистрибуција у логичким доказима користи два важећа правила замене да прошири појединачна појављивања одређених логичких конекција, унутар неке формуле, у засебне примене те конекције преко подформула дате формуле. Правила су
{\displaystyle (P\land (Q\lor R))\Leftrightarrow ((P\land Q)\lor (P\land R))\qquad {\text{ and }}\qquad (P\lor (Q\land R))\Leftrightarrow ((P\lor Q)\land (P\lor R))}
где је „{\displaystyle \Leftrightarrow }”, такође написано {\displaystyle \,\equiv ,\,} је металогички симбол који представља „може бити замењен у доказу са” или „логички је еквивалентно”.

### Истиносно функционални спојеви
Дистрибутивност је својство неких логичких спојева истинито-функционалне пропозиционе логике. Следеће логичке еквиваленције показују да је дистрибутивност својство одређених везива. Следе истинито-функционалне таутологије.
{\displaystyle {\begin{alignedat}{13}&(P&&\;\land &&(Q\lor R))&&\;\Leftrightarrow \;&&((P\land Q)&&\;\lor (P\land R))&&\quad {\text{ Дистрибутивност }}&&{\text{ конјукције }}&&{\text{ над }}&&{\text{ дисјункцијом }}\\&(P&&\;\lor &&(Q\land R))&&\;\Leftrightarrow \;&&((P\lor Q)&&\;\land (P\lor R))&&\quad {\text{ Дистрибутивност }}&&{\text{ дисјункције }}&&{\text{ над }}&&{\text{ конјукцијом }}\\&(P&&\;\land &&(Q\land R))&&\;\Leftrightarrow \;&&((P\land Q)&&\;\land (P\land R))&&\quad {\text{ Дистрибутивност }}&&{\text{ конјукције }}&&{\text{ над }}&&{\text{ конјукцијом }}\\&(P&&\;\lor &&(Q\lor R))&&\;\Leftrightarrow \;&&((P\lor Q)&&\;\lor (P\lor R))&&\quad {\text{ Дистрибутивност }}&&{\text{ дисјункције }}&&{\text{ над }}&&{\text{ дисјункцијом }}\\&(P&&\to &&(Q\to R))&&\;\Leftrightarrow \;&&((P\to Q)&&\to (P\to R))&&\quad {\text{ Дистрибутивност }}&&{\text{ импликације }}&&{\text{  }}&&{\text{  }}\\&(P&&\to &&(Q\leftrightarrow R))&&\;\Leftrightarrow \;&&((P\to Q)&&\leftrightarrow (P\to R))&&\quad {\text{ Дистрибутивност }}&&{\text{ импликације }}&&{\text{ над }}&&{\text{ еквиваленцијом }}\\&(P&&\to &&(Q\land R))&&\;\Leftrightarrow \;&&((P\to Q)&&\;\land (P\to R))&&\quad {\text{ Дистрибутивност }}&&{\text{ импликације }}&&{\text{ над }}&&{\text{ конјукцијом }}\\&(P&&\;\lor &&(Q\leftrightarrow R))&&\;\Leftrightarrow \;&&((P\lor Q)&&\leftrightarrow (P\lor R))&&\quad {\text{ Дистрибутивност }}&&{\text{ дисјункције }}&&{\text{ над }}&&{\text{ еквиваленцијом }}\\\end{alignedat}}}
Двострука дистрибуција
{\displaystyle {\begin{alignedat}{13}&((P\land Q)&&\;\lor (R\land S))&&\;\Leftrightarrow \;&&(((P\lor R)\land (P\lor S))&&\;\land ((Q\lor R)\land (Q\lor S)))&&\\&((P\lor Q)&&\;\land (R\lor S))&&\;\Leftrightarrow \;&&(((P\land R)\lor (P\land S))&&\;\lor ((Q\land R)\lor (Q\land S)))&&\\\end{alignedat}}}